# Rat der Deutschen Markt- und Sozialforschung
Der Rat der Deutschen Markt- und Sozialforschung e.V. ist eine unabhängige Einrichtung der freiwilligen Selbstkontrolle der Markt- und Sozialforschungsbranche. Der Rat verfolgt das Ziel, das Ansehen der Markt- und Sozialforschung zu wahren und zu fördern, indem er Verstöße gegen die Berufsgrundsätze und Standesregeln sanktioniert.

## Geschichte
Der Rat wurde 2001 als verbandsübergreifende Beschwerdestelle von den Verbänden der deutschen Markt- und Sozialforschung gegründet. Gründungsmitglieder waren der ADM Arbeitskreis Deutscher Markt- und Sozialforschungsinstitute e.V., die Arbeitsgemeinschaft Sozialwissenschaftlicher Institute e.V. (ASI) und der BVM Berufsverband Deutscher Markt- und Sozialforscher e.V. Seit 2006 gehört ihm auch die Deutsche Gesellschaft für Online-Forschung e.V. (DGOF) an.

## Aufgaben
Aufgabe des Rates ist die Einhaltung der allgemein anerkannten Berufsgrundsätze und Standesregeln sowie der Qualitätsstandards der deutschen Marktforschung und Sozialforschung zu fördern. Im Beschwerdefall wird die Einhaltung einem objektiven Beanstandungs- und Überprüfungsverfahren durch den Beschwerderat zu unterzogen, an dessen Ende eine objektive Bewertung steht.
Um seine Aufgabe zu erfüllen, hat der Rat eine Beschwerdeordnung erlassen und einen Beschwerderat mit zwei Kammern eingerichtet. Auf Grundlage dieser Beschwerdeordnung verhandeln die zwei Kammern des Beschwerderats über eingehende Beschwerden.

## Organisation (Träger und Organe)
Träger des Rats sind die vier deutschen Branchenverbände der Markt- und Sozialforschung: ADM, ASI, BVM und DGOF. Der Rat der Dt. Markt- und Sozialforschung verfügt über vier Organe: die Mitgliederversammlung, den Vorstand, den Beschwerderat und die Servicestelle.
- Die Mitgliederversammlung besteht aus jeweils einem entscheidungsbefugten Vertreter von ADM, ASI, BVM und DGOF sowie acht Einzelmitgliedern aus der Marktforschungs- und Sozialforschungsbranche.

- Der Vorstand besteht aus dem Vorsitzenden und der Stellvertretung.

- Der Beschwerderat besteht aus zwei Kammern mit jeweils einem Vorsitzenden, einer Stellvertretung und fünf Beisitzern.

- Die Servicestelle, bestehend aus Inhaber und Stellvertretung, steht Beschwerdeführenden als erste Anlaufstelle für die Einreichung von Beschwerden zur Verfügung. Ziel der Servicestelle ist die Hemmschwelle für die Einreichung von Beschwerden abzusenken.

Darüber hinaus hat der Rat einen Geschäftsführer und eine Geschäftsstelle, die sich um die laufenden Geschäfte des Vereins und der Beschwerdekammern kümmern.

## Beschwerden und Sanktionen
Besteht der Verdacht, dass ein Verstoß gegen die Berufsgrundsätze und Standesregeln der Markt- und Sozialforschung vorliegt, kann jede natürliche oder juristische Person, die sich als Befragter, Kunde oder Wettbewerber bzw. andere unmittelbar Betroffene sieht, eine Beschwerde beim Rat einreichen.
Beschwerdeberechtigt sind auch Organisationen, die nach dem Gesetz gegen den unlauteren Wettbewerb klagebefugt sind, sowie die Aufsichtsbehörden für den Datenschutz.
Je nach Schwere des Verstoßes kann die zuständige Kammer folgende Sanktionen verhängen:
- Hinweis

Es liegt ein minderschwerer Verstoß vor oder das Verhalten des Beschwerdegegners legt nahe, dass eine Missbilligung oder eine Rüge nicht erforderlich ist. Ein Hinweis wird nur in Ausnahmefällen und in anonymisierter Form veröffentlicht.
- Missbilligung

Dies ist eine deutliche Kritik am Verhalten des Beschwerdegegners. Die Schwere des Verstoßes ist nicht mehr nur minderschwer. Eine öffentliche Rüge aufgrund des Verhaltens des Beschwerdegegners oder der sonstigen Umstände des Sachverhalts erscheint jedoch nicht angemessen. Die Missbilligung kann in anonymisierter Form veröffentlicht werden.
- Rüge

Es liegt ein schwerer und insbesondere fortdauernder Verstoß vor. Eine Rüge ist zu veröffentlichen und der Beschwerdegegner wird genannt. Darüber hinaus kann eine Information der zuständigen Behörden über das Verfahren erfolgen.

## Branchenkodex
Der Branchenkodex der deutschen Markt- und Sozialforschungsbranche besteht aus allgemein anerkannten Berufsgrundsätzen und Standesregeln. Diese definieren Standards zur Sicherung einer verlässlichen Ergebnisqualität und gelten durch die sogenannte Verkehrssitte verbindlich für die ganze Branche.
Grundlegend ist der von der Internationalen Handelskammer ICC und dem internationalen Marktforschungsverband ESOMAR erlassene „ICC/ESOMAR Internationaler Kodex“. Dieser Branchenkodex wurde durch die deutschen Verbände ADM, ASI, BVM und DGOF angenommen und in der deutschen Annahmeerklärung in einzelnen Punkten noch verschärft. Richtlinien, die für einzelne Bereiche der Markt- und Sozialforschung gelten, präzisieren und ergänzen diesen weiter.
Die Dokumente im Einzelnen:
- ICC/ESOMAR Internationaler Kodex zur Markt-, Meinungs- und Sozialforschung sowie zur Datenanalytik

- Deutschen Erklärung zum ICC/ESOMAR Internationaler Kodex

- Richtlinien der deutschen Marktforschungsverbände

- Qualitätsstandards der deutschen Marktforschungsverbände

Zum Berufsethos der Markt- und Sozialforschung gehört auch das Arbeiten nach anerkannten wissenschaftlichen Methoden.